# Rockmore
rockmore（ロックモア）は、静岡県浜松市出身の編曲家、ディレクター、キーボーディスト。別名義として「munetoshi」を使用している。

## 略歴
ビーイングスタッフ出身の経歴を持ち、小松未歩、愛内里菜、Bon-Bon Blanco、岩田さゆり、アツミサオリ、などの作品を手がける。過去に行われたBon-Bon Blancoのライブ『LIVEBEATS 2003〜2004』では、バックバンドとして参加している。活動圏によってクレジット表記を使い分けている。その他にも『テニスの王子様』などのアニメ作品や、声優関連の作品に参加している。新路線への移行前であるハレンチ☆パンチの作品にも多数参加していた。